# Château de Chantilly
Pour les articles homonymes, voir Château de Chantilly (homonymie).
Le château de Chantilly est situé à Chantilly, dans le département de l'Oise, en région Hauts-de-France, dans la vallée de la Nonette, affluent de l'Oise. À l'exception du « Petit Château », construit au XVIe siècle par Jean Bullant, le château actuel est une reconstruction du XIXe siècle sur des plans de l'architecte Honoré Daumet pour l'avant-dernier fils du roi Louis-Philippe Ier, Henri d'Orléans, duc d'Aumale (1822-1897), héritier du domaine, qui y installe ses collections de peintures, de dessins et de livres anciens.
Il lègue l'ensemble à l'Institut de France, sous le nom de musée Condé. Le château occupe l'emplacement d'une forteresse médiévale. Les Grandes Écuries, construites de 1719 à 1740, chef-d'œuvre de l'architecte Jean Aubert, abritent aujourd'hui le musée vivant du Cheval. Les jardins sont une des plus remarquables créations d'André Le Nôtre. La ville de Chantilly se développe à l'ouest du château pendant et après la Révolution française. Le château et ses dépendances font l'objet de plusieurs protections au titre des monuments historiques durant l'année 1988 après une première protection par arrêté du 2 avril 1963, annulée.

## Histoire

### Origines
Chantilly est d'abord une forteresse médiévale cantonnée de sept tours et entourée de douves en eau, construite sur un terrain marécageux de la vallée de la Nonette, qui contrôle la route de Paris à Senlis. Le château appartient primitivement à Guy de Senlis, « bouteiller » du roi Louis VI à la fin du XIe siècle. La famille ajoute à son patronyme le nom de cette fonction (Bouteiller de Senlis), et conserve le château jusqu'au XIVe siècle.
Pillée en 1358 par les Jacques, la forteresse est vendue en 1386 par Guy de Laval, héritier des Bouteiller, à Pierre d'Orgemont, ancien chancelier de Charles V. Celui-ci commence la reconstruction du château en 1386 qui sera achevée en 1394, après sa mort, par son fils Amaury ; cette famille le possède pendant trois générations du XIVe au XVe siècle.
En 1484, Pierre III d'Orgemont, sans enfant, lègue Chantilly à son neveu Guillaume de Montmorency (†1531).

### Le domaine des Montmorency

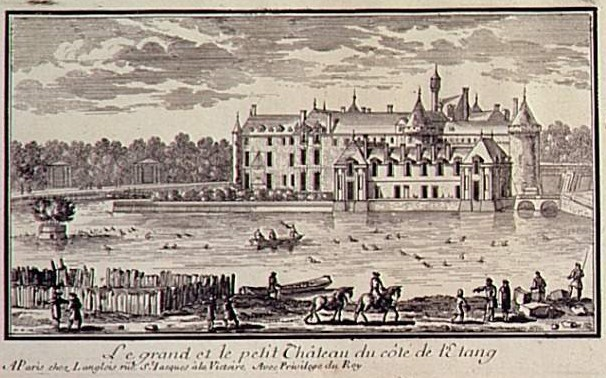
Les grand et petit châteaux de Chantilly au XVIIe siècle.

La puissante maison de Montmorency possède Chantilly du XVe au XVIIe siècle et y fait réaliser d'importants travaux de modernisation. C'est le plus illustre membre de cette famille, le connétable Anne de Montmorency (1493-1567), qui fait rénover la forteresse par Pierre Chambiges en 1528 et, en 1551, construire, au pied de la vieille forteresse, la Capitainerie ou Petit Château, par l'architecte Jean Bullant, qui avait travaillé dans son château d'Écouen. Il fait également aménager en 1538 la terrasse sur laquelle se dresse actuellement sa statue équestre et édifier sept chapelles dont deux ont été conservées à l'intérieur du parc. C'est également lui qui fait tracer les premiers jardins.
Henri Ier de Montmorency fait construire dans la partie haute du parc « La Chaumière » (Maison de Sylvie) qui subsiste aujourd'hui, quoique remaniée. Destiné à recevoir Henri IV, ce petit pavillon est le refuge du poète Théophile de Viau, condamné au bûcher. Il reçoit l'asile de Marie des Ursins, qu'il a chantée sous le nom de Silvie (Sylvie), d'où vient le nom du parc et de la maison. Le poète y passe les derniers mois de sa vie († 1626) sous la protection du maréchal Henri II de Montmorency.
En révolte contre l'autorité royale, Henri II de Montmorency est exécuté à Toulouse en 1632 ; sa veuve, Marie des Ursins entre alors au couvent et leurs biens sont confisqués par Louis XIII, qui en restitue la majeure partie aux sœurs du maréchal mais conserve Chantilly, qui l'intéresse du point de vue cynégétique.
En 1643, Anne d'Autriche restitue le domaine, par lettres patentes, à la dernière des sœurs d'Henri II de Montmorency, Charlotte de Montmorency, femme d'Henri II de Bourbon-Condé, dont le fils Louis II de Bourbon-Condé vient de remporter la bataille de Rocroi. Chantilly passe ainsi à la maison de Condé, branche cadette de la maison de Bourbon.

### Le domaine des Condé
Du XVIIe au XIXe siècle, le sort de Chantilly s'identifie à celui des Condé dont le domaine constitue la principale propriété.

#### Chantilly au temps du Grand Condé

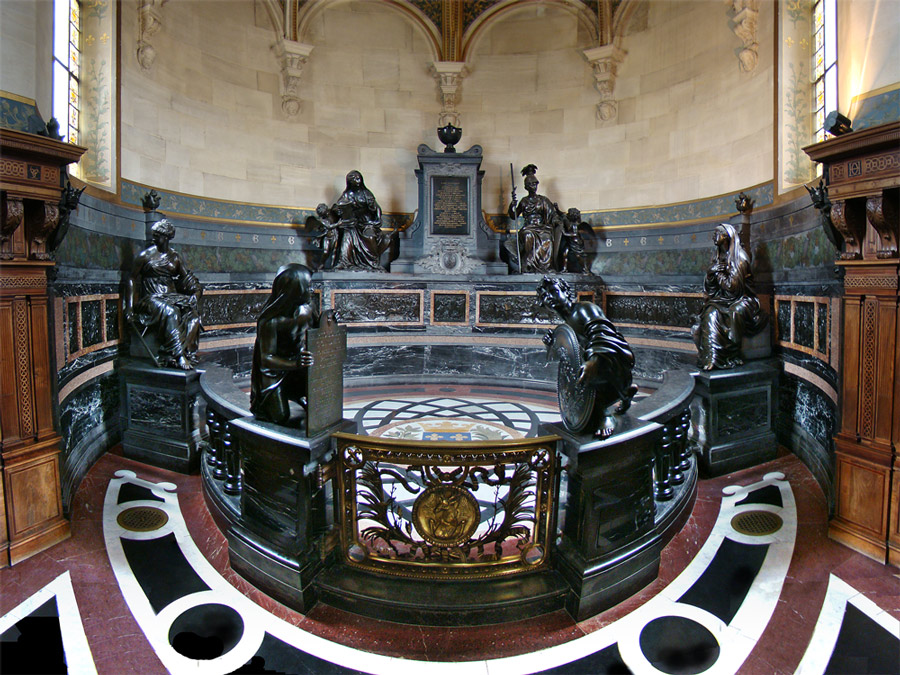
La chapelle des Cœurs des princes de Condé.

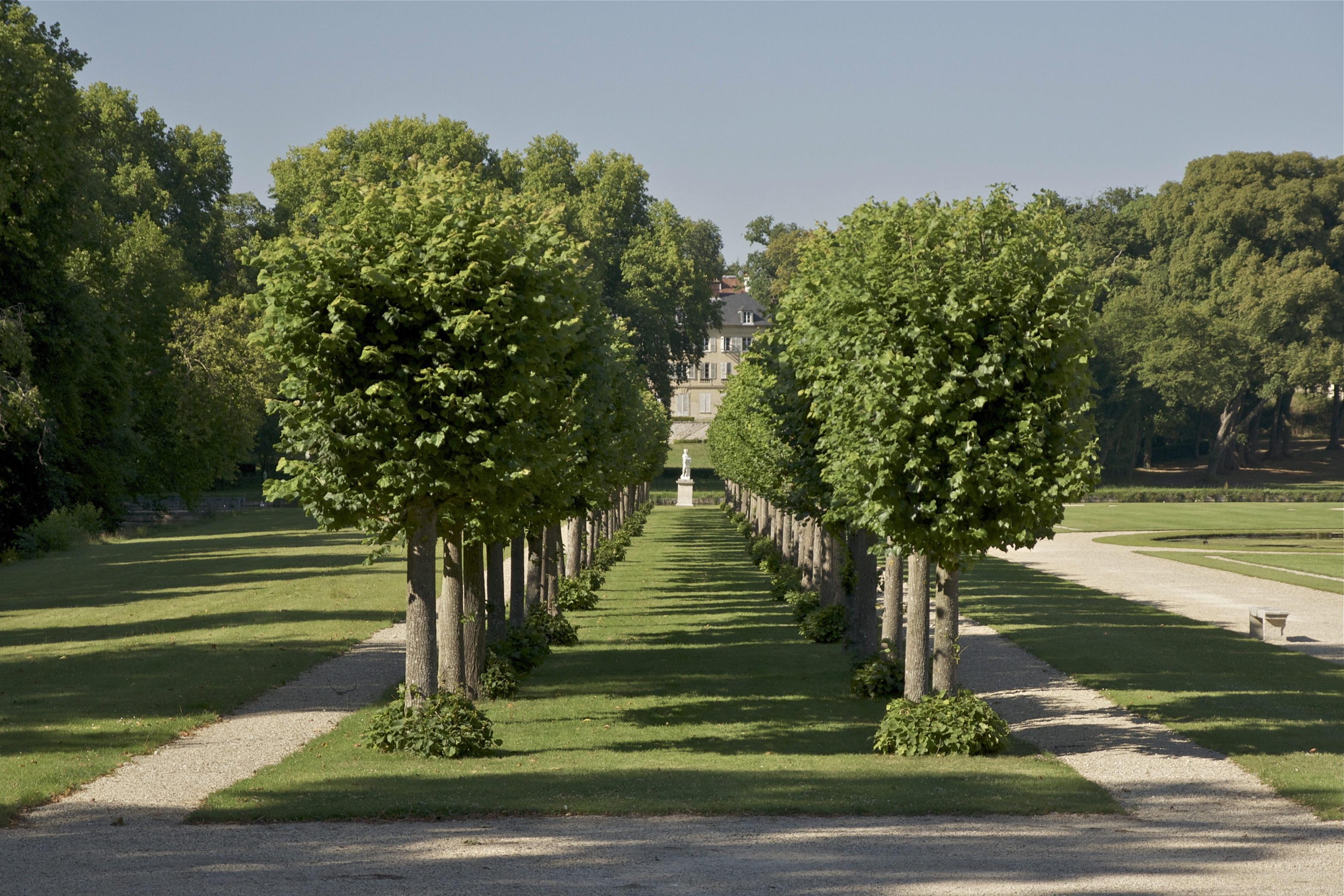
Allée des Philosophes dans le parc.

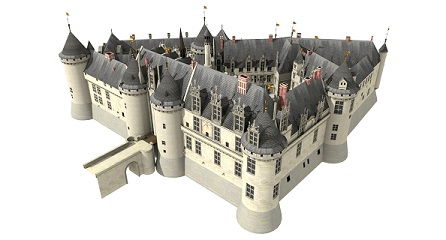
Le château Chantilly au XVIIe siècle en 3D.

Louis II de Bourbon-Condé (1621-1686), dit « Le Grand Condé », ayant pris parti contre Mazarin pendant la Fronde, se fait confisquer Chantilly en 1652 et ne recouvre le domaine qu'en 1659 (Paix des Pyrénées). En 1664, « Monsieur Le Prince » comme on l'appelle, vient définitivement habiter Chantilly.
Éloigné de Versailles, il consacre tous ses soins à son domaine ; il fait dessiner le parc par André Le Nôtre, qui n'a pas encore travaillé à Versailles. André Le Nôtre canalise la Nonette pour créer « Le Grand Canal » (1671-1673), à la longueur exceptionnelle de deux kilomètres et demi, et les parterres sur ses côtés, dessine les parterres français au Nord du château, fait construire par Daniel Gittard « Le Grand Degré », et crée la perspective actuelle allant de la grille d'honneur à la terrasse.
Le Grand Condé reçoit à Chantilly des écrivains comme La Fontaine, La Bruyère, Bossuet, Madame de La Fayette, Madame de Sévigné : en leur honneur, les deux allées parallèles, qui encadrent les parterres de Le Nôtre, prennent le nom d'allées des Philosophes. Mlle de Scudéry, l'auteur de Clélie rencontre Condé arrosant des œillets, sa fleur préférée, et lui adresse ces vers :
Arrose d'une main qui gagna des batailles,
Souviens-toi qu'Apollon a bâti des murailles,
La Bruyère trouve dans les visiteurs de Chantilly plus d'un modèle pour ses  Caractères, et le philosophe Nicolas Malebranche s'y rencontre avec Bossuet qui doit prononcer l'oraison funèbre de son hôte. On donne à Chantilly des fêtes magnifiques. Molière y crée Les Précieuses ridicules en 1659 et y joue Le Tartuffe ou l'Imposteur.
Sous la direction du maître d'hôtel François Vatel, la chère y est raffinée. En avril 1671, le Grand Condé scelle sa réconciliation avec Louis XIV en le recevant à Chantilly ; selon Mme de Sévigné, c'est à cette occasion que Vatel se serait suicidé en ne voyant pas arriver la marée ou livraison de poisson attendue (l'authenticité de l'anecdote est généralement tenue pour très douteuse).
Condé consacre sa grande fortune à l'acquisition de tableaux, d'objets d'art et de meubles de prix et à enrichir les collections de manuscrits et de livres rares, dont le premier fonds a été constitué par le connétable de Montmorency.
Dans le troisième tiers du XVIIe siècle, le Grand Condé charge Jules Hardouin Mansart de réaménager le Petit château et de renouveler le Grand château, dont l'aspect reste médiéval, et la distribution intérieure inadaptée à la vie de cour.                                                                  
Mansart travaille dès 1674 aux côtés de Gittard et de Le Nôtre, en commençant par la création de la terrasse et du grand degré.

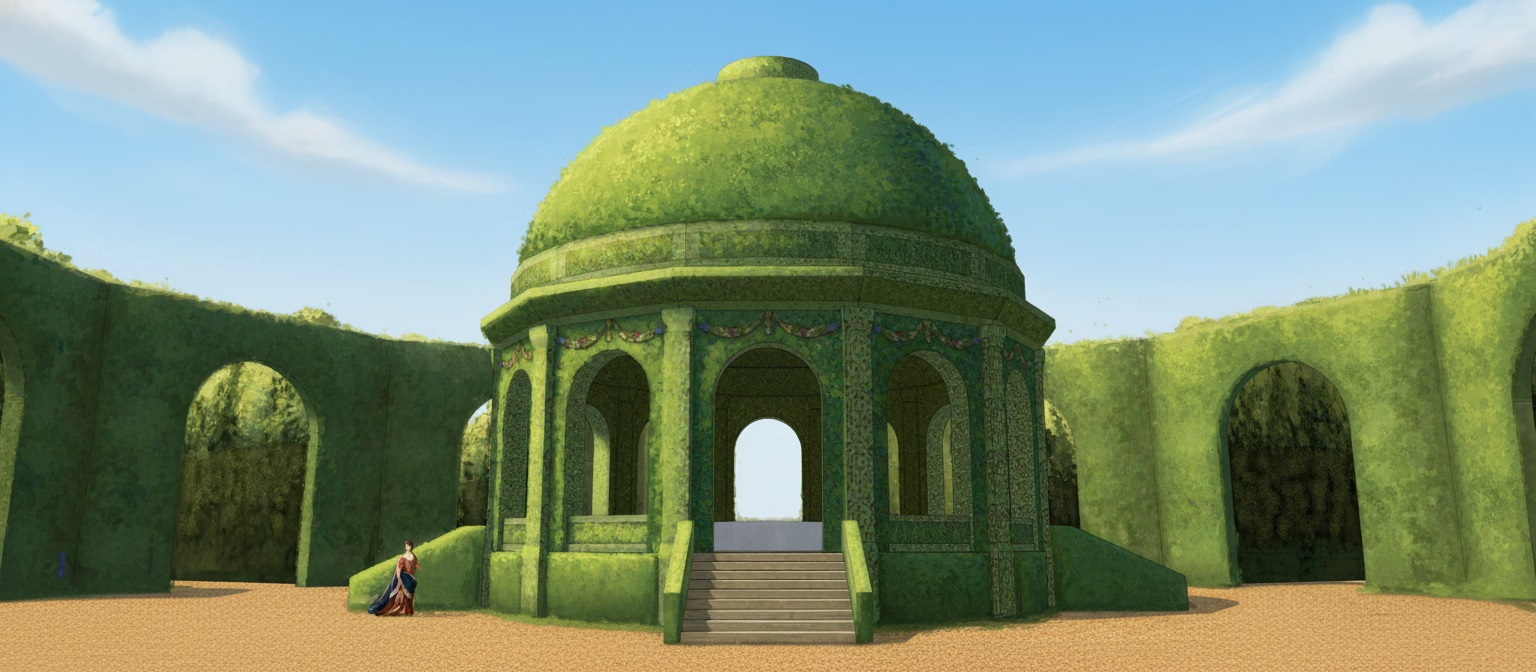
Restitution inédite 3D du pavillon de feuillages du dôme de la table, dans la forêt de Chantilly, pour la fête donnée au Grand Dauphin, fin août 1688.

Mort en 1686, le Grand Condé ne voit que les travaux sur le Petit château. Son fils, Henri Jules de Bourbon Condé, duc d'Enghien, puis prince de Condé en 1686, poursuit son dessein bâtisseur : en 1687 et 1688, il fait bâtir par Jules Hardouin Mansart, l'église paroissiale actuelle de Chantilly, puis une nouvelle ménagerie et commence les travaux au Grand château, interrompus en 1690.

#### Les embellissements duXVIIIesiècle
Louis IV Henri de Bourbon Condé (1692-1740), duc de Bourbon, petit-fils d'Henri Jules, fait reprendre dès 1718, jusqu'en 1721, la reconstruction du Grand château par Jean Aubert, ancien collaborateur d'Hardouin Mansart. Aubert donne à l'édifice un aspect plus régulier, mais aussi plus massif, il fait surélever chacune des tours par un lanternon au-dessus du niveau de l'ancien chemin de ronde.
« Son Altesse a fait accommoder le dedans de tous les appartements qui n'ont pas été rebâtis à neuf (...) a fait bâtir la chapelle et l'a rendue telle qu'elle est (et) a fait abattre et rebâtir trois faces de la cour du château, savoir celle par où l'on entre, celle du grand escalier, et celle qui regarde le petit château" (Louis de Sarrobert, capitaine des chasses de Chantilly, 1760, cité par Edmond Pilon, Senlis et Chantilly, Arthaud, 1937, p. 98).
De 1723 à 1726, Jean Aubert construit également pour Louis IV Henri de Bourbon-Condé (1692-1740), dit « Monsieur Le Duc », les Grandes Écuries, sorte de palais du cheval long de 186 mètres, destiné à abriter les chevaux et l'équipage de chasse à courre du prince.
Principal ministre de Louis XV de 1723 à 1725, il affectionne Chantilly, où il finit par être exilé en 1726. Il fait décorer les appartements du Petit Château par Oudry, Desportes, Huet et Nattier, aménage un cabinet d'histoire naturelle et crée la manufacture de porcelaine de Chantilly, dont la marque au cor de chasse rouge, rappel de ces grands veneurs, est devenue célèbre.

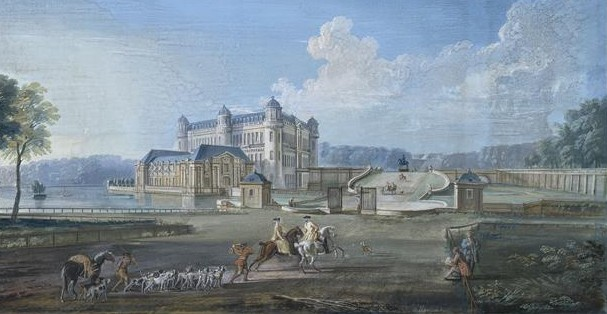
Le château de Chantilly au XVIIIe siècle après les transformations d'Hardouin-Mansart et Aubert.

À partir de 1720, le duc fait aménager la partie boisée située à l'Est du château et dénommée Petit Parc ou « parc de La Caboutière », nom d'un bâtiment construit au temps de Louis XIII pour acclimater la tulipe hollandaise, ce à quoi s'occupe un riche amateur, un avocat parisien du nom d'Antoine Caboud.
Le duc fait tracer une allée en direction de La Caboutière, appelée allée du Quinconce car elle rejoint un quinconce planté derrière ce bâtiment. Cette allée forme alors une patte d'oie avec l'allée du Pont du Roi, située dans l'ancien axe d'entrée du parc (Est-Ouest) et l'allée de la Porte-Vaillant à gauche. Dans les deux secteurs délimités par cette patte d'oie sont aménagées des salles de verdure reliées par des allées en zigzag.
L'avenue de droite mène à un carré boisé où l'on construit un jeu de l'oie géant, avec ses différentes stations – le pont, le puits, la prison... – qui est l'une des grandes attractions du parc de Chantilly entre 1730 et 1770. Derrière « La Maison de Sylvie », on aménage d'autres salles de verdure et un petit labyrinthe, tandis qu'un grand labyrinthe est construit dans « Le Parc de Sylvie », aujourd'hui séparé du domaine par la sente d'Avilly. Il ne reste rien de tous ces embellissements.
La mort prématurée du duc de Bourbon, en 1740, fait passer le domaine sur la tête de son fils, un enfant de cinq ans, Louis V Joseph de Bourbon-Condé (1736-1818), qui, lorsqu'il arrive à l'âge d'homme, reprend les travaux. Il édifie le Jeu de Paume en 1756 et, entre 1769 et 1772, fait construire par Jean-François Leroy le château d'Enghien, long bâtiment de style classique situé à droite de la grille d'honneur.
En 1774, il fait dessiner un « jardin anglo-chinois », inauguré le jour de Pâques 1775, et construire un hameau qui inspirera Marie-Antoinette lorsqu'elle fera construire le hameau de la Reine à Trianon.
L'aspect du domaine à la veille de la Révolution est connu par la description qu'en fait Dezallier d'Argenville et par celle qu'en fait Arthur Young lors de sa visite, en mai 1787.

#### Les destructions révolutionnaires
Pendant la Révolution française, Louis V Joseph émigre le 17 juillet 1789, au lendemain de la prise de la Bastille. Le domaine est mis sous séquestre le 13 juin 1792 en application de la loi sur les émigrés. Le château est investi par un groupe de gardes nationaux. 
Vidé de son mobilier, le Grand Château est converti en prison politique sous la Terreur, à partir d'août 1793, pour les suspects au pouvoir révolutionnaire du département de l'Oise. 
À partir de 1793, les jardins de Le Nôtre se transforment en friche, faute d'entretien. 
Une première partie est vendue par lots entre 1793 et 1795 : dans la partie ouest du parc, l'ancien potager, le jardin des cascades, les derniers terrains disponibles le long de l'actuelle rue du Connétable et autour de l'actuelle petite pelouse ainsi que les maisons de la ville appartenant au Prince. Une bonne partie de ces premières aliénations ne réintègreront jamais le domaine. Le reste du domaine est loti en 1798 et vendu progressivement. 

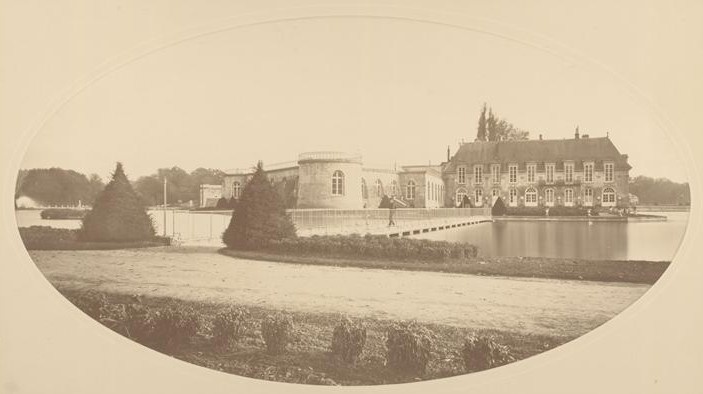
Le château de Chantilly avant la construction du Château Neuf.

En 1799, les adjudicataires du château, Damoye et Boulée, entreprennent aussitôt de le démolir pour récupérer les matériaux de construction. Seuls sont épargnés le Petit Château et les Grandes Écuries, les entrepreneurs s'étant vu retirer le marché avant d'avoir pu les détruire. La partie du parc située à l'ouest du château, qui abritait les jeux d'eaux conçus par Le Nôtre, est lotie; des noms de rue – comme la rue des Cascades – en rappellent le souvenir, ainsi que « Le Pavillon de Manse », qui abritait la machine hydraulique conçue par le fermier général Jacques de Manse. Occupées par l'armée, les Grandes écuries sont sauvées de la destruction et très peu abîmées ; pour récupérer du plomb, on envoie à la fonte la statue et sa fontaine dans la cour des Chenils ainsi que la renommée qui surplombait le dôme. Sous l'Empire, Chantilly est inclus dans l'apanage d'Hortense de Beauharnais, qui possède à proximité le château de Saint-Leu.
En 1814, lorsque Louis V Joseph de Bourbon-Condé rentre en possession du domaine à son retour d'émigration, c'est un homme âgé de 78 ans; il se limite à faire quelques réparations sommaires pour mettre le château hors d'eau, parvient à racheter une partie des terrains, mais il ne peut reconstituer le parc, désormais coupé en deux par la route de Chantilly à Vineuil-Saint-Firmin, créée à l'époque révolutionnaire. Pour la masquer, son fils, Louis VI Henri de Bourbon-Condé, plus connu sous son titre de duc de Bourbon, fait traiter la partie occidentale du parc en jardin « à l'anglaise », créé entre 1817 et 1820 par son architecte Victor Dubois.

### Le domaine du duc d'Aumale

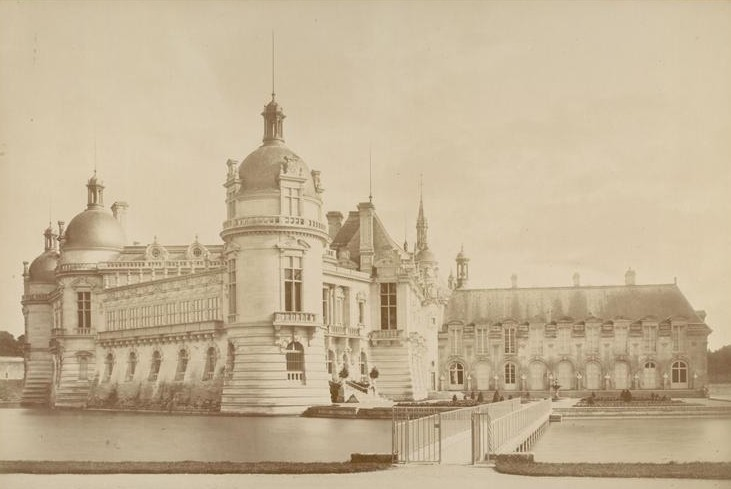
Le Château Neuf vu depuis les parterres.

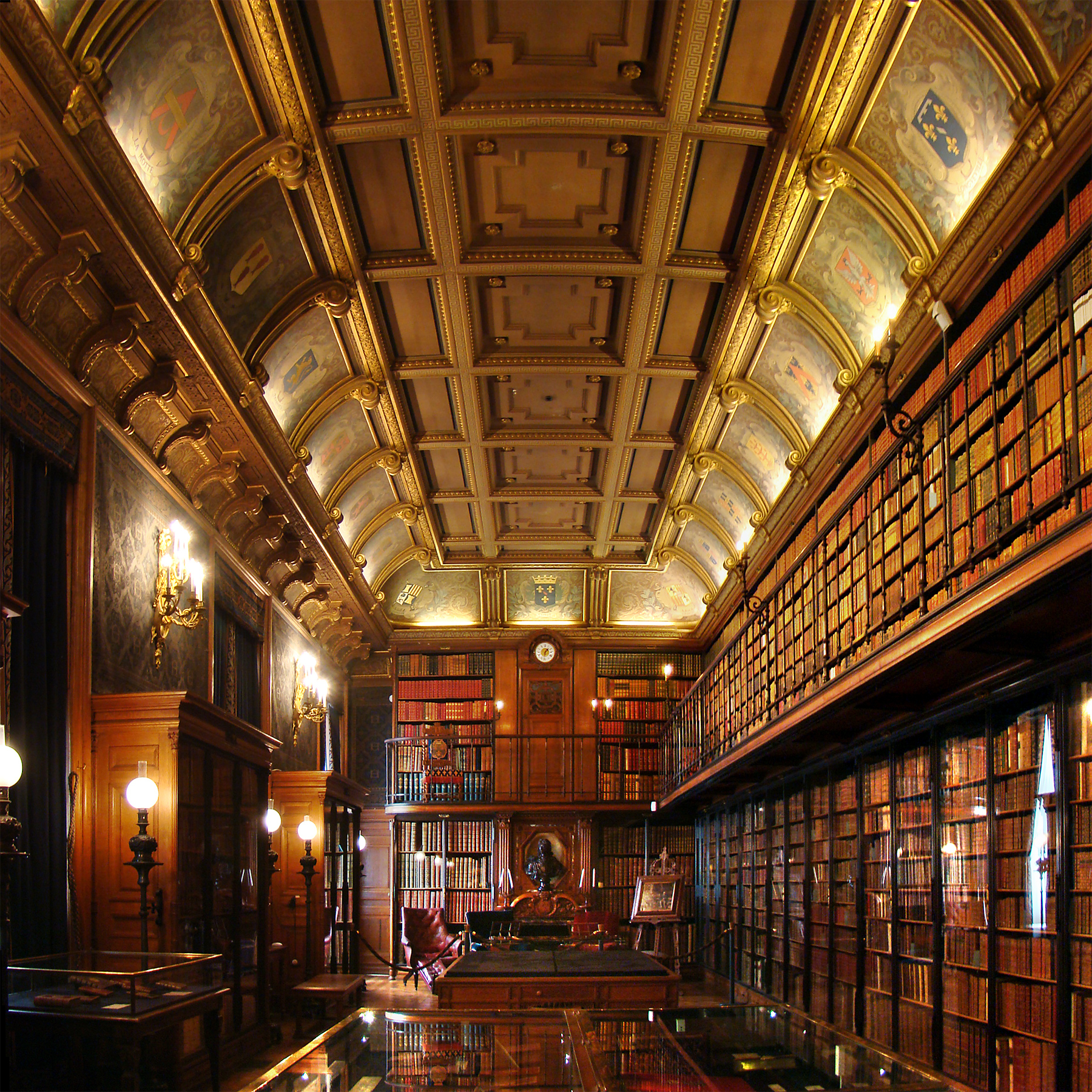
Le cabinet des Livres.

En août 1830, à la mort du 9e et dernier prince de Condé, Louis VI Henri de Bourbon-Condé, qui passait pour être le premier propriétaire foncier de France, c'est le jeune Henri d'Orléans, duc d'Aumale, son petit-neveu et filleul, avant-dernier fils de Louis-Philippe Ier, qui hérite de la quasi-totalité de son énorme patrimoine, en particulier du domaine de Chantilly, le fils unique du prince, le duc d'Enghien, ayant été fusillé dans les fossés de Vincennes sur l'ordre de Bonaparte. 
Arasé au niveau du rez-de-chaussée, le Grand Château a presque disparu, ne laissant que les sous-sol, sous une vaste terrasse de forme triangulaire.
Sous la monarchie de Juillet, le duc d'Aumale s'installe dans le Petit château à partir de son mariage, en novembre 1844, mais l'espace habitable y manque. Il est incité par son père à projeter des travaux de reconstruction du Grand château et, à cette fin, charge au printemps 1846 l'architecte Félix Duban de concevoir un projet. Félix Duban travaille à partir de la plate-forme de plan triangulaire laissée en place par les démolitions révolutionnaires. Il prévoit une chapelle à l'emplacement finalement retenu par la suite, un corps de logis cantonné par deux tours, en vis a vis de la chapelle, prolongé par un bâtiment plus bas, entourant une bibliothèque à l'original plan circulaire, surmontée d'une coupole. Par rapport à l'édifice détruit une cinquantaine d'années auparavant, le projet présente un aspect général plus aéré et moins massif. Lancé officiellement en juillet 1847, ce projet est interrompu par la nomination du duc d'Aumale comme gouverneur général de l'Algérie, en septembre 1847, puis la chute de la monarchie de Juillet, en février 1848, et l'exil de la famille d'Orléans à Twickenham, près de Londres. 
Pendant cet exil, jusqu'en 1870, le duc d'Aumale s'emploie à réunir de très importantes collections de livres précieux (dont 800 reliures « aux armes », 760 manuscrits, 670 incunables, 1 460 imprimés de 1501 à 1550 et 9 150 imprimés du XVIIe au XIXe siècle), peintures, dessins et objets d'art, conservés aujourd'hui à Chantilly. Il fait deux achats massifs de livres : en 1851 pour 1 330 000 francs les 3 504 volumes de la bibliothèque paternelle au château de Bizy (Eure), composée notamment de celle du bibliophile italien Melzi (que lui avait léguée son acquéreur Frank Hall Standish), puis en 1852 les « épaves » de celles du palais des Tuileries et du château de Neuilly.
Il revient en France en 1871, veuf et ayant perdu ses deux fils jeunes.
Le duc reprend son projet de reconstruction et, Duban étant décédé entretemps en 1870, fait reconstruire le château de 1876 à 1882, toujours sur les anciennes fondations, d'après des plans de l'architecte Honoré Daumet. Tout en concevant ce nouveau château pour l'habitation et la réception, il lui donne l'apparence d'un musée en y disposant ses considérables collections, qu'il continue à enrichir encore.
La dernière grande fête familiale qui se déroule au château fut en avril 1896 le mariage de Marguerite d'Orléans, fille du duc de Chartres, avec Patrice de Mac-Mahon, 2e duc de Magenta, fils du maréchal de Mac-Mahon.

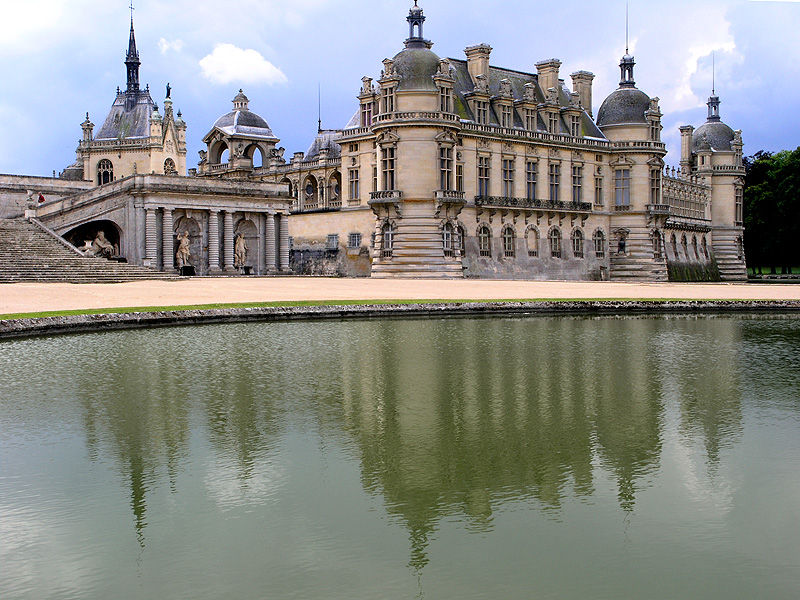
Vue de l'autre côté du château de Chantilly.

Le 7 mai 1897 Henri d'Orléans, veuf et sans enfants, meurt dans son domaine sicilien du Zucco ; il a légué cet ensemble unique à l'Institut de France en créant la Fondation des Princes de Condé en 1886, ce qu'il justifie ainsi dans son testament (3 juin 1884) :
« Voulant conserver à la France le domaine de Chantilly dans son intégrité, avec ses bois, […], ses édifices et ce qu’ils contiennent, trophées, tableaux, livres, archives, objets d’art, tout cet ensemble qui forme comme un monument complet et varié de l’art français dans toutes ses branches et de l’histoire de ma patrie à des époques de gloire, j’ai résolu d’en confier le dépôt à un corps illustre […] qui, sans se soustraire aux transformations inévitables des sociétés, échappe à l’esprit de faction, comme aux secousses trop brusques, conservant son indépendance au milieu des fluctuations politiques. »
« Cette maison que j'ai bâtie, où j'ai vécu, je veux qu'elle disparaisse avec moi. Non qu'elle soit démolie ni transformée radicalement (…). Aspect extérieur, silhouette, disposition générale, rien ne sera changé, mais ce ne sera plus une maison. Nul n'y habitera, hors le personnel de service dans les logements prévus par moi et aménagés selon mon désir. Ne subsisteront que la chambre de ma femme et la mienne (…). Le château ne sera plus qu'un musée et un lieu de travail. Je veux qu'y aient accès tous ceux qu'attirent des collections, des archives, une bibliothèque dont je ne crois pas qu'elles soient médiocres ».
(Le duc d'Aumale cité par R.Burnand, op.cit, p. 210 et 211).

### De nos jours
Le 7 novembre 2022 dans l'après-midi, un incendie s'est déclaré dans le couloir technique sous des terrasses du château. Les visiteurs présents ont dû être évacués.

Panorama de l'entrée du château de Chantilly.

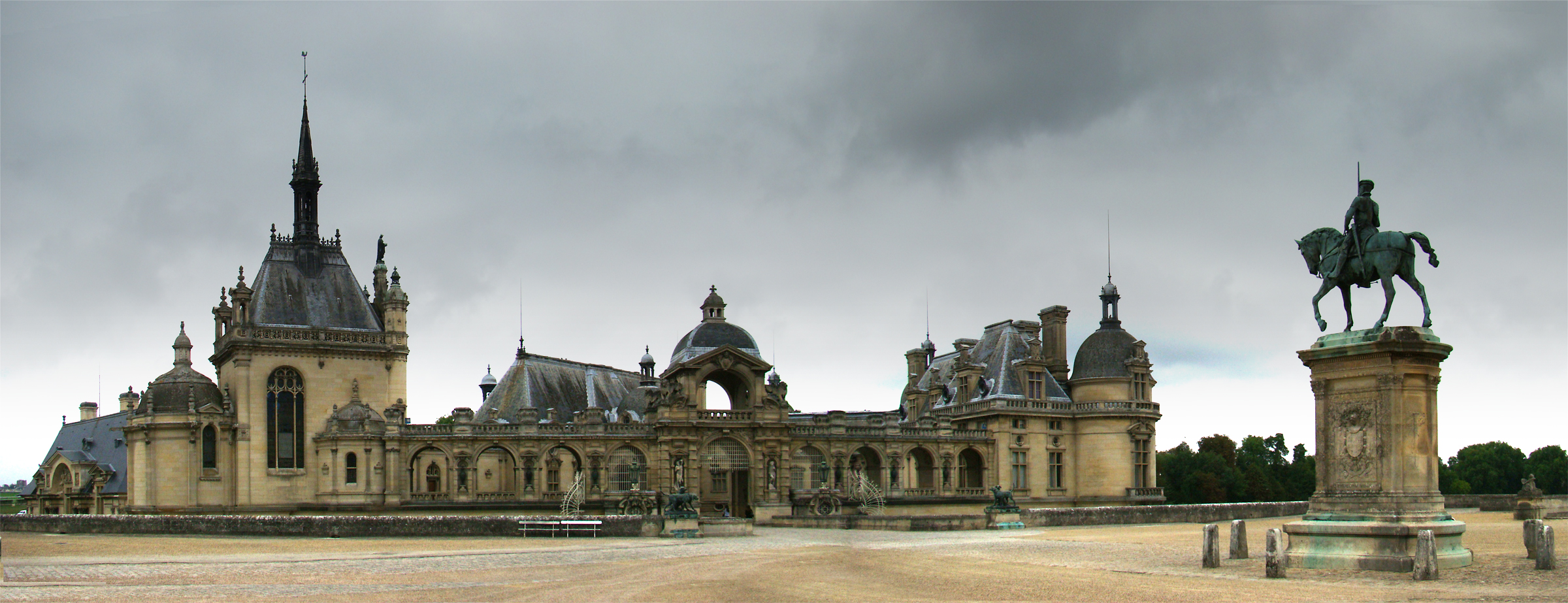
L'entrée du château, surveillée par la statue équestre d'Anne de Montmorency (1492-1567).

.

## Architecture

### Le Petit Château et le Château Neuf

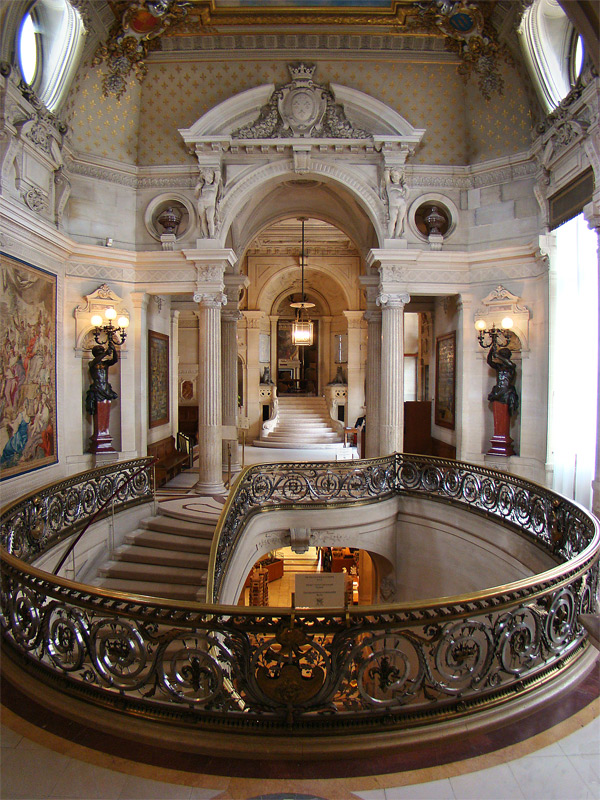
Le vestibule d'honneur.

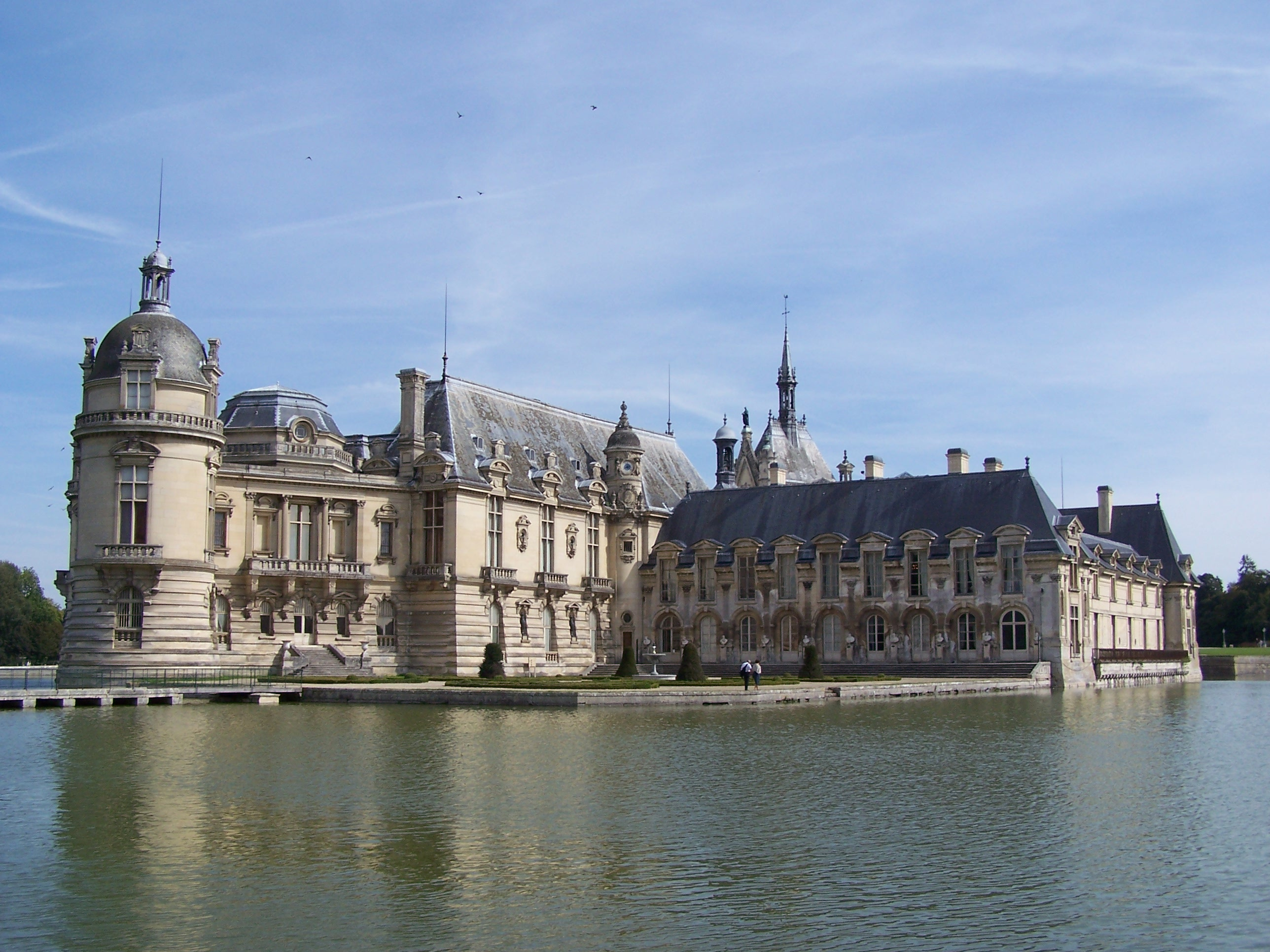
La façade nord du château.

De la forteresse médiévale des Orgemont ne subsiste que la base des tours. C'est donc le Petit Château du connétable de Montmorency, construit en 1551, qui constitue aujourd'hui la partie la plus ancienne du château.
Le Petit Château comprend, au premier étage, les grands appartements. Ceux-ci comprennent deux salles décorées au XIXe siècle (l'antichambre et la salle des gardes), élevées sur l'ancien bras d'eau qui séparait le Petit Château du Grand Château, ainsi que les appartements des princes de Condé décorés vers 1720 par Jean Aubert de lambris comprenant la chambre de Monsieur le Duc, le cabinet d'angle, le boudoir décoré d'une grande « singerie » de Christophe Huet, la Galerie des Actions de Monsieur le Prince et le salon de Musique. Au rez-de-chaussée du Petit Château se trouvent les appartements privés du duc et de la duchesse d'Aumale. Le duc d'Aumale les fit aménager en 1844-1846 par le peintre et décorateur romantique Eugène Lami peu après son mariage. C'est l'un des rares appartements princiers datant de la Monarchie de Juillet qui soit resté intact.

### Le château d'Enghien

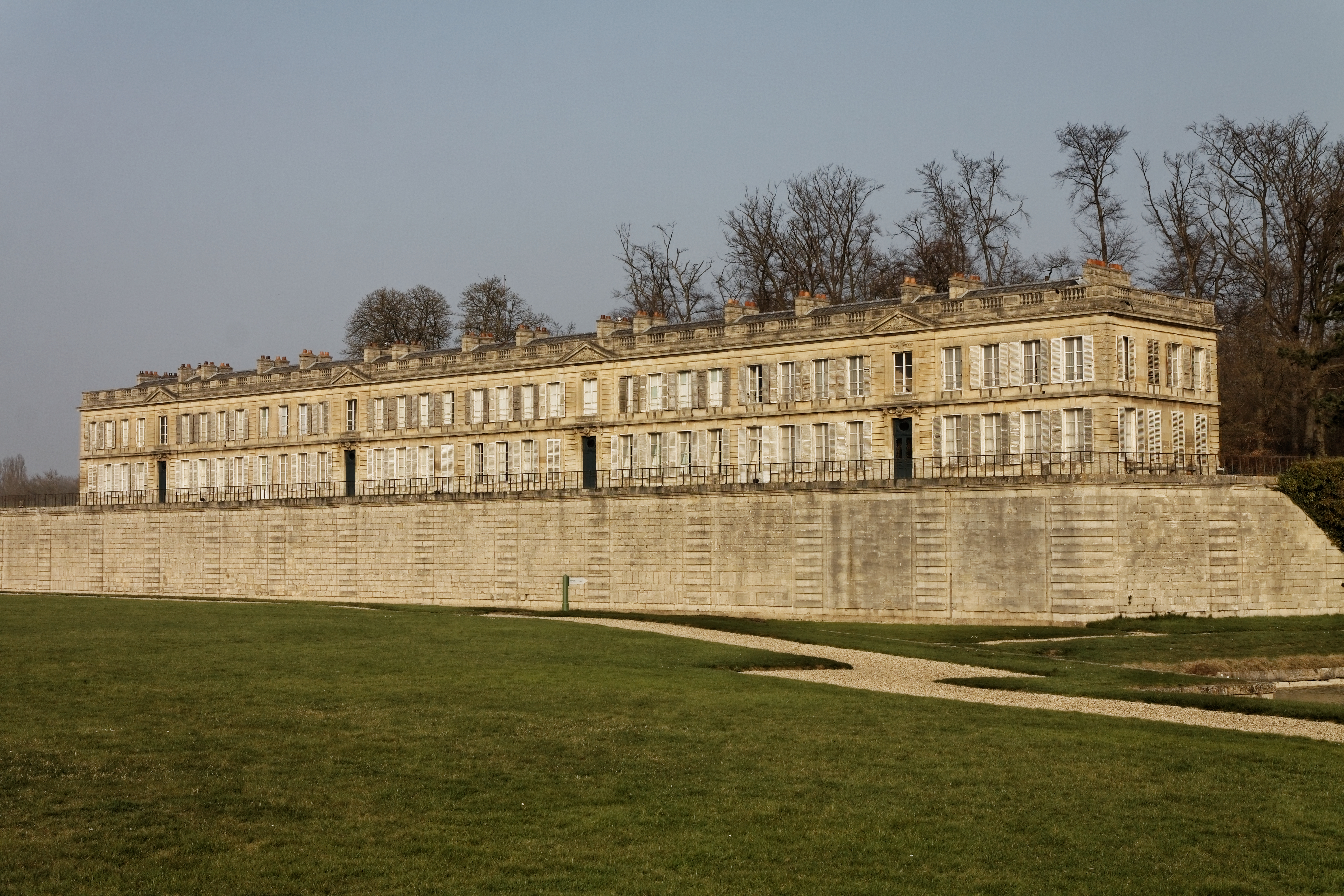
Le château d'Enghien construit en 1769 par Jean-François Leroy.

C'est un bâtiment tout en longueur adossé à la forêt et situé de l'autre côté du grand degré vis-à-vis du château. Construit en 1769 par l'architecte Jean-François Leroy, il a pour fonction originelle de loger les invités des princes. Il doit son nom à Louis Antoine de Bourbon-Condé, duc d'Enghien, fils du dernier prince de Condé, qui fut logé avec ses nourrices dans le bâtiment après sa naissance en 1772.
Il est composé d'une succession de quatre logements accolés marqués par quatre entrées propres surmontées chacune d'un petit fronton triangulaire le tout couronné d'une balustrade, qui sont de nos jours le logement de fonction de la conservatrice du Musée Condé, et les anciens logements attribués aux trois académiciens membres du collège des conservateurs du domaine.

### Le Jeu de Paume
Le Jeu de paume est construit à partir de 1756. Les décorations sculptées sur la façade sont confiées à Henri-Nicolas Cousinet. C'est l'un des premiers bâtiments construits spécifiquement pour ce jeu. Il est inauguré le 26 octobre 1757. Il comprend la salle de jeu proprement dite et dans l’entrée « la Dépouille », où les joueurs se changent et se préparent. En 1758, le jeu de paume est agrémenté d'une terrasse, d'un mur de soutien et d'un escalier.
Le bâtiment est transformé en salle d'exposition pour des œuvres de grand format au XIXe siècle. Visitable, il accueille aujourd'hui une maquette représentant le château et son parc au XVIIe siècle.

### La Maison de Sylvie

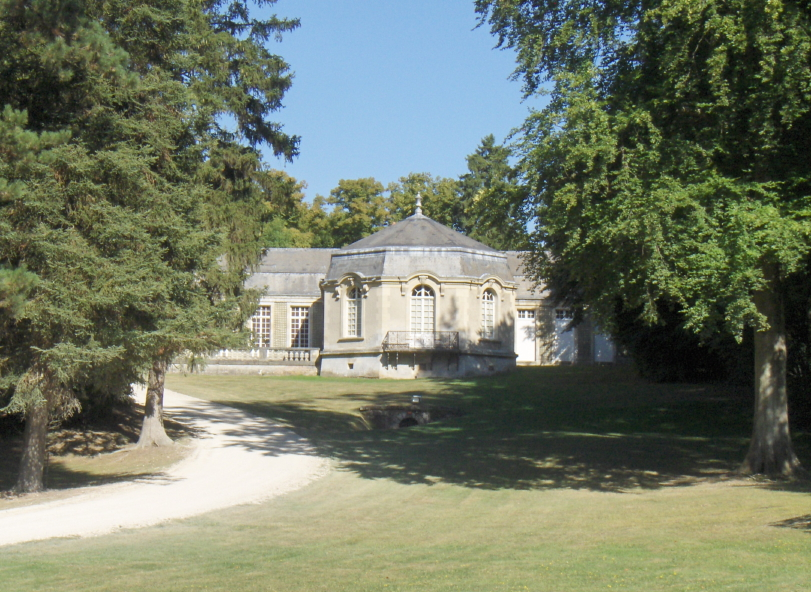
Maison de Sylvie.

Cette maison est construite au fond du parc du même nom en 1604 par Henri Ier de Montmorency. Ce bâtiment accueille en 1623 le poète Théophile de Viau protégé par Henri II de Montmorency. Sa femme Marie-Félicie des Ursins vient régulièrement le visiter et c'est lui qui la surnomme Sylvie. Ce nom reste attaché au bâtiment et à cette partie du parc. Il est reconstruit par Henri Jules de Bourbon-Condé, fils du Grand Condé, dans le style Mansart, probablement par Jules Hardouin-Mansart, architecte des Condés, et à nouveau transformé en 1881-1886 par Honoré Daumier (1826-1911), architecte du  duc d'Aumale. 
Le duc fait adjoindre une vaste rotonde polygonale de style rocaille servant de grand salon. Outre la portrait original du comte de Toulouse en novice de l'ordre du Saint-Esprit par Louis de Boullogne, daté de 1693, au-dessus de la cheminée de brèche violette, des boiseries exécutées en 1756 pour le pavillon de chasse de Louis-Charles de Bourbon (1701-1775), comte d'Eu en forêt de Dreux, sont employées à la décoration du salon. Elles furent rendues en 2022 à Jean Mansart de Jouy et à son menuisier François-Simon Houlié par l'historien de l'art Philippe Cachau sur la base comparative des boiseries du salon du château d'Abondant, voisin du pavillon, conservées au Louvre et, surtout, des boiseries à têtes d'animaux réalisées en 1750 pour le grand salon  du château d'Asnières par Jacques Hardouin-Mansart de Sagonne et Nicolas Pineau, ainsi que des liens qui unissaient les différents protagonistes de cet ensemble, à commencer par les familles Sourches et Voyer d'Argenson. L'originalité et la qualité d'exécution en font l'un des plus beaux ensembles décoratifs français du XVIIIe siècle. On adjoignit dans les autres pièces des peintures et de tentures en lien avec la vénerie. Le bâtiment ne se visite pas en dehors d'événements privés.

### Les Grandes Écuries

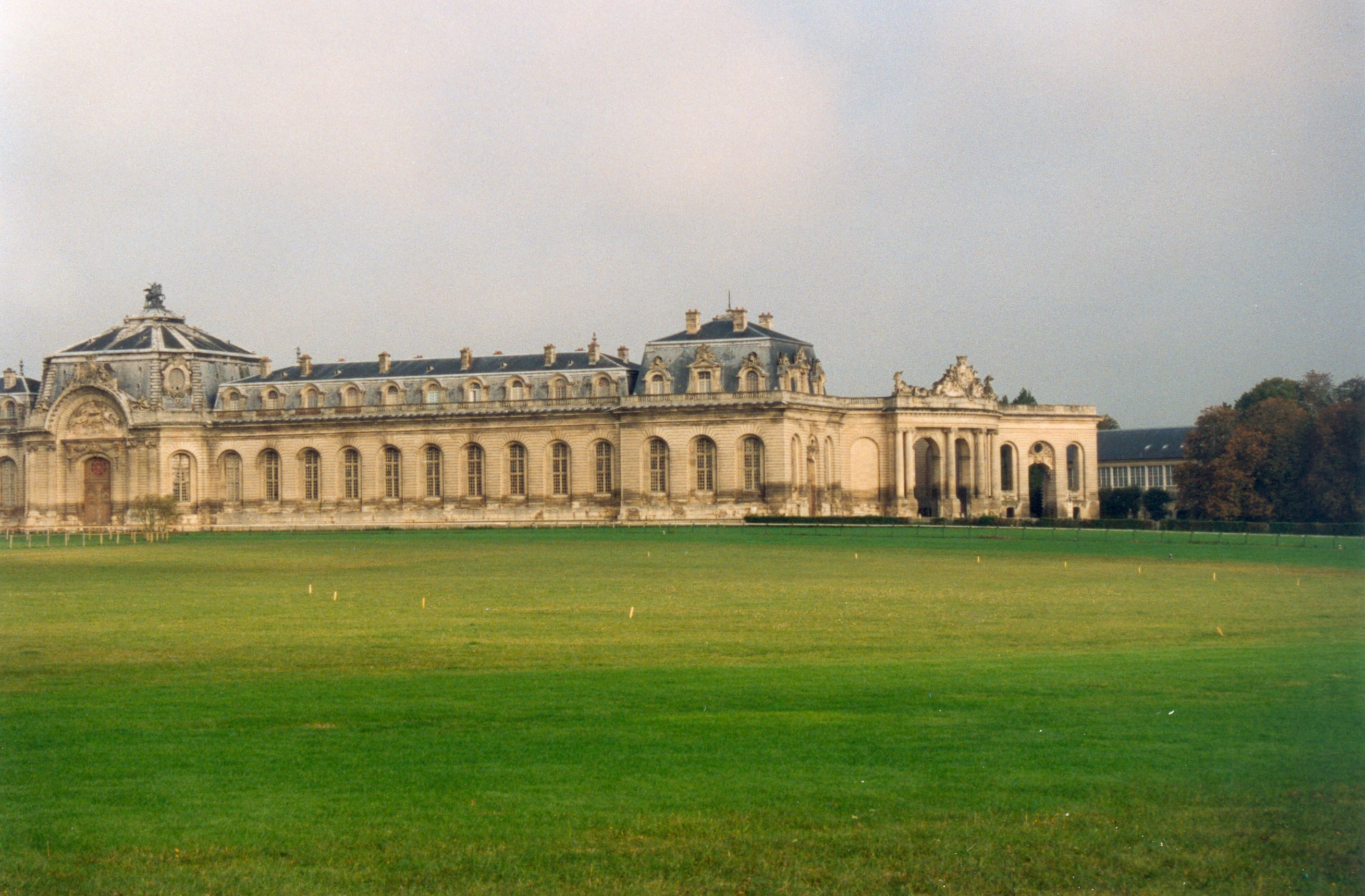
Les Grandes Écuries.

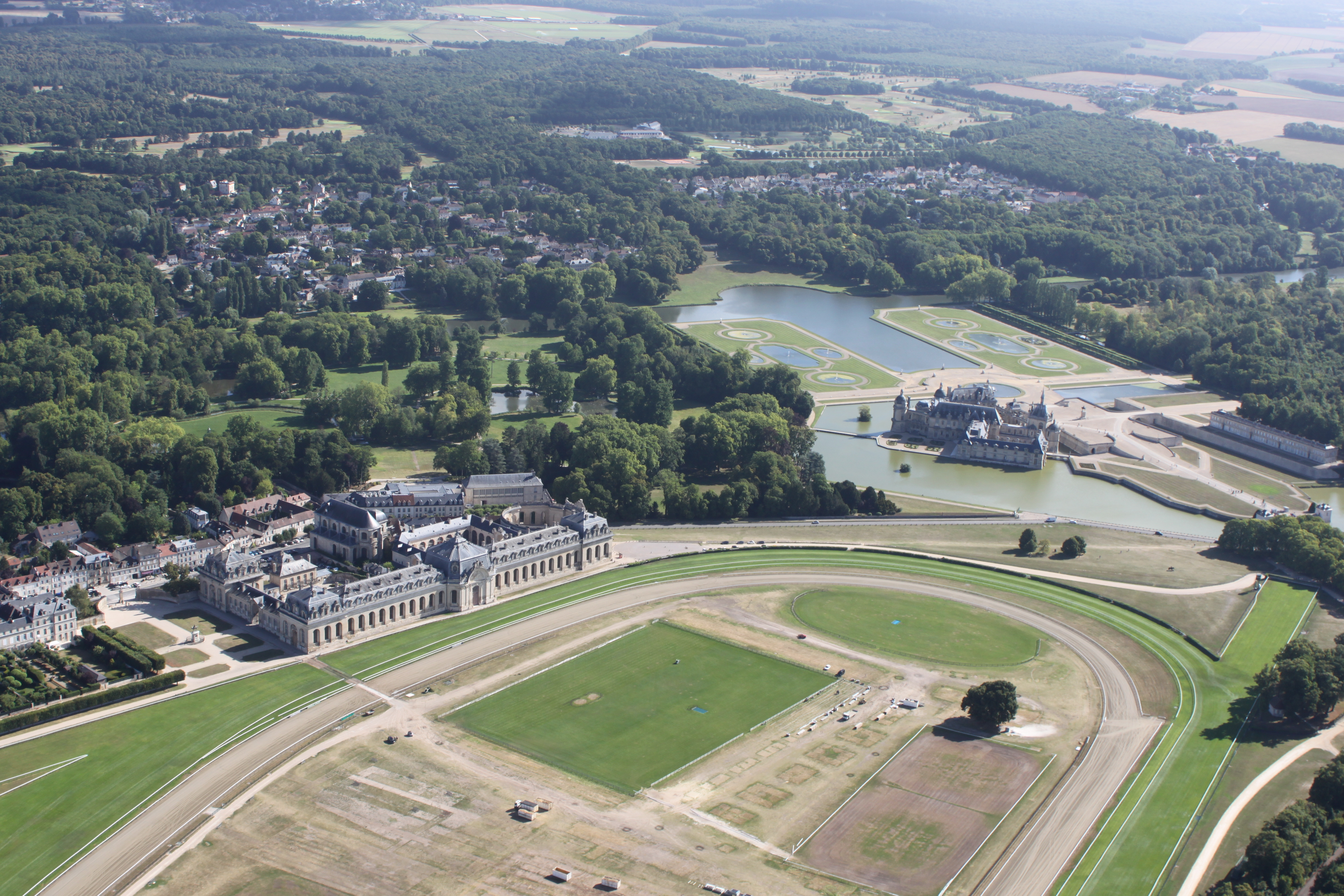
Les Grandes Écuries vues du ciel, avec le Château en arrière-plan.

Les Grandes Écuries ont été construites par l'architecte Jean Aubert entre 1719 et 1740. Longues de 186 mètres, elles sont exceptionnelles par leurs dimensions tout comme par leur magnificence. Le prince de Condé en était si fier qu'il n'hésitait pas à recevoir à dîner sous le dôme, haut de 28 mètres, où se réunirent notamment Louis XV, le futur Tsar Paul Ier et Frédéric II de Prusse. Les écuries pouvaient abriter 240 chevaux et 500 chiens, utilisés pour les chasses quotidiennes dans la forêt de Chantilly.
En 1982, le musée du cheval est installé par Yves Bienaimé et y organise les premières démonstrations de dressage équestre. En 2006, les écuries sont réunies au château par Karim Aga Khan IV dans le cadre de la Fondation pour la Sauvegarde du domaine de Chantilly. Entre 2005 et 2020, ce dernier verse 70 millions d'euros au site. Le musée est entièrement réaménagé en 2013.
En 1989, à l'occasion du bicentenaire de la Révolution, Yves Bienaimé offre gracieusement  à l'Institut de France, propriétaire des Grandes écuries une copie de la renommée disparue sous la Révolution. La pose de la réplique permet de s'apercevoir que la charpente du dôme est écartée de 60 cm et que les sommiers du dôme reposent directement sur la voûte en pierre. La coupole des Grandes écuries est ainsi restaurée par la même occasion.

## Le parc

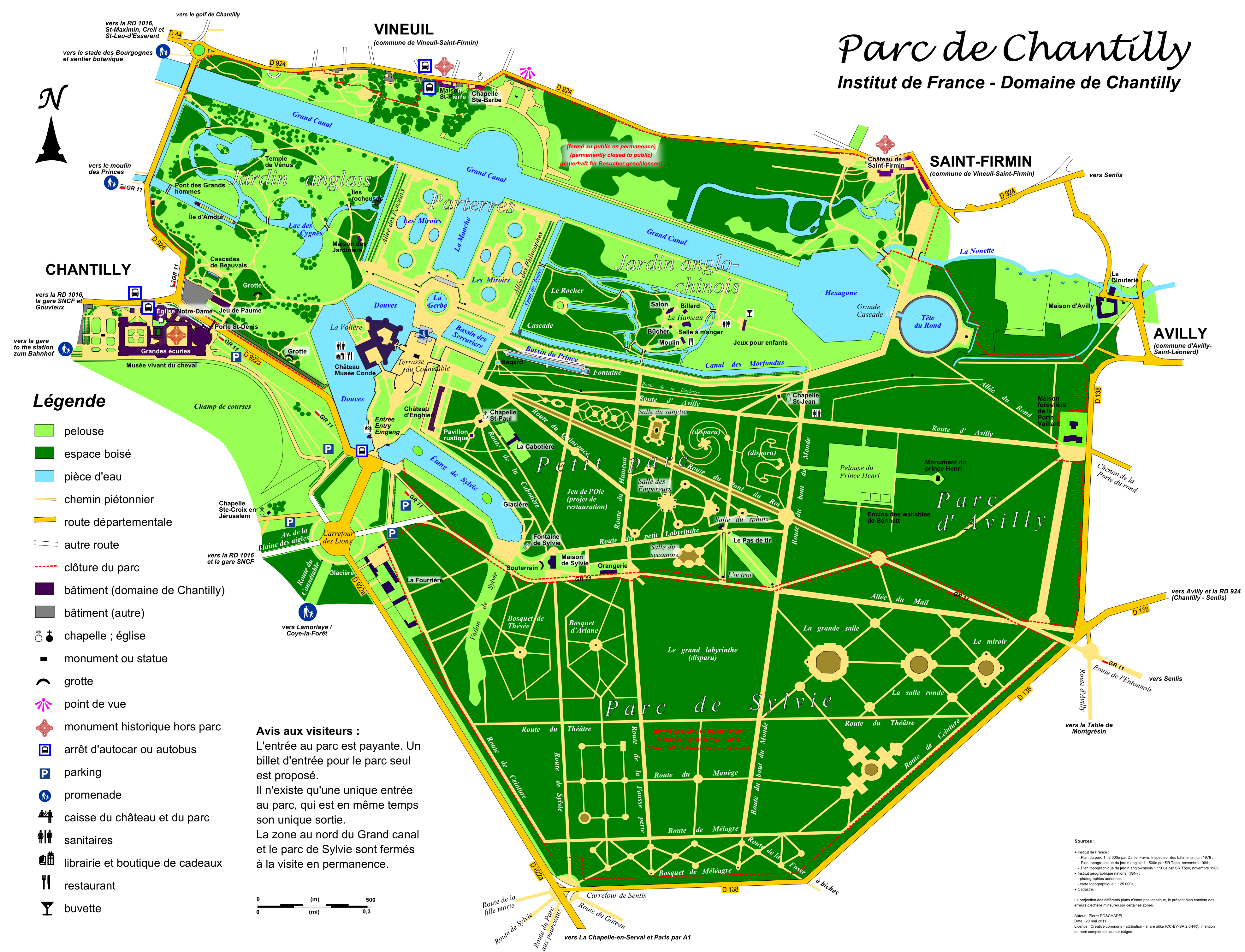
Plan du parc de Chantilly.

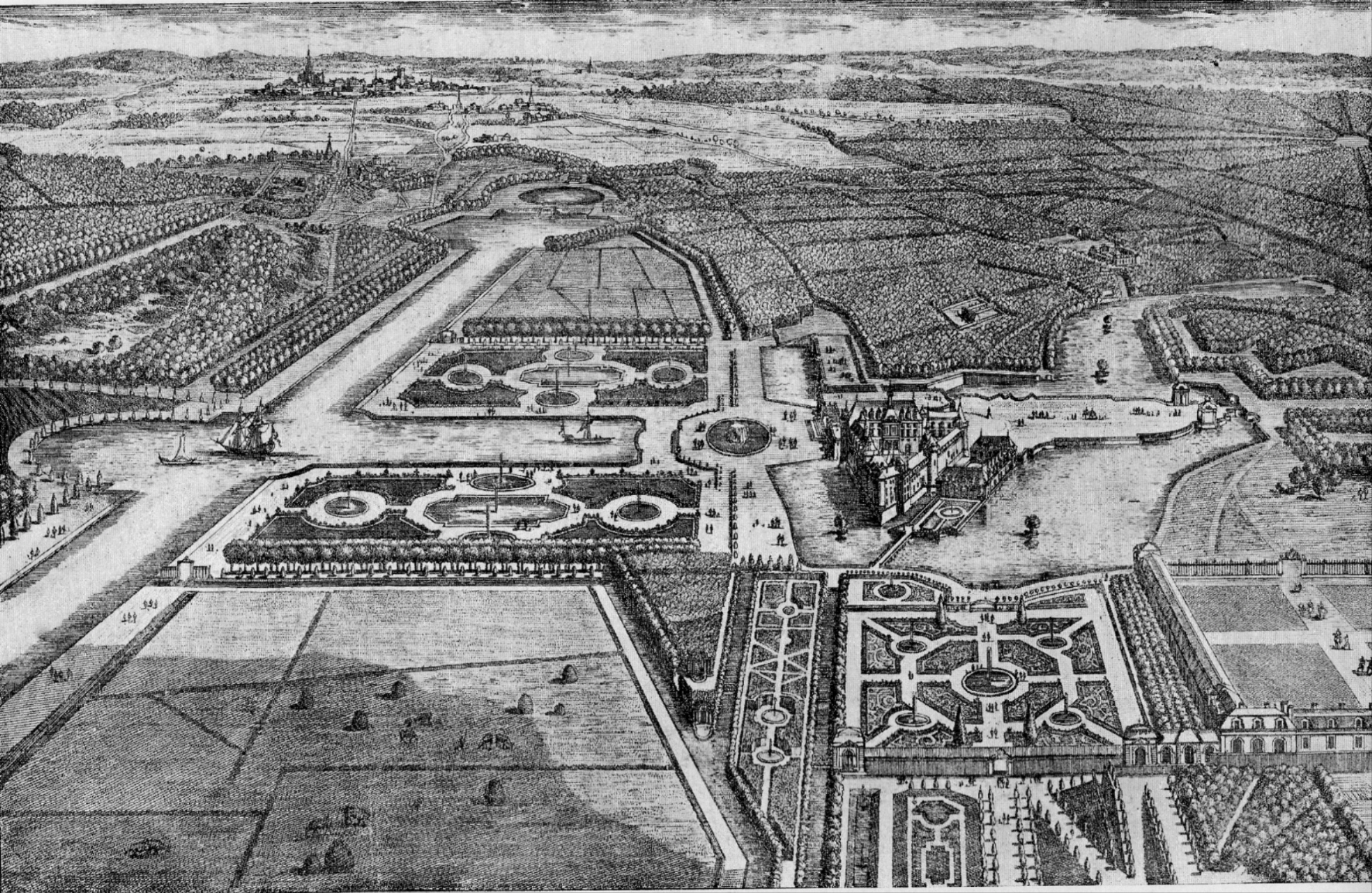
Gravure des jardins de Le Nôtre et du château de Chantilly.

Le parc de Chantilly couvre 115 hectares, dont 25 hectares de plans d'eau, auxquels il faut ajouter les 60 hectares du parc de Sylvie. La forêt de Chantilly, qui s'étend sur 6 310 hectares, fait partie intégrante du domaine.

### Le jardin de Le Nôtre
Chantilly était l'une des créations préférées de Le Nôtre. Selon son habitude, il a structuré le parc autour de deux axes perpendiculaires : le premier, Nord-Sud, dans l'axe de la majestueuse terrasse édifiée par le connétable de Montmorency, est perpendiculaire aux courbes de niveau et met en évidence le vallonnement du site; le second, Est-Ouest, est occupé par Le Grand Canal, le long de la vallée.
Entre la terrasse et Le Grand Canal, au Nord du château, Le Nôtre a ménagé des parterres « à la française ». Ces parterres sont agrémentés de bassins et ornés de vases et de statues de pierre, dont la plupart datent du XIXe siècle et représentent les personnages illustres liés au riche passé du domaine. Les parterres étaient originellement de forme trapézoïdale, ce qui les faisait paraître plus vastes en contrecarrant la perspective. Cet effet, d'un très grand raffinement, a été supprimé par la reconstitution du XIXe siècle, qui leur a donné la forme de rectangles parfaits. Des broderies végétales, il en subsiste des témoignages dans le jardin de la Volière (au pied du château, côté Ouest) ainsi que dans le jardin de la Maison de Sylvie (1671).
De l'autre côté du Grand Canal, l'amphithéâtre du Vertugadin, prolongé par une allée forestière, prolonge l'axe des parterres à travers la forêt. C'est là que se trouve notamment une copie en fonte de la Vénus d'Arles.
La grille d'honneur se trouve située en contrebas par rapport au château et surtout à la terrasse. En arrivant au château, celle-ci masque la perspective, qui se découvre tout d'un coup lorsque le visiteur y accède : l'effet est saisissant.
Vers 1890, le duc d'Aumale commande et fait installer sur la terrasse deux cerfs assis à Auguste Cain, qui réalisa pour le domaine d'autres groupes animaliers comme les chiens Lumineau et Séduisant et Fanfareau et Brillador, afin d'évoquer la passion pour la vènerie des princes de Condé

### Le Petit Parc

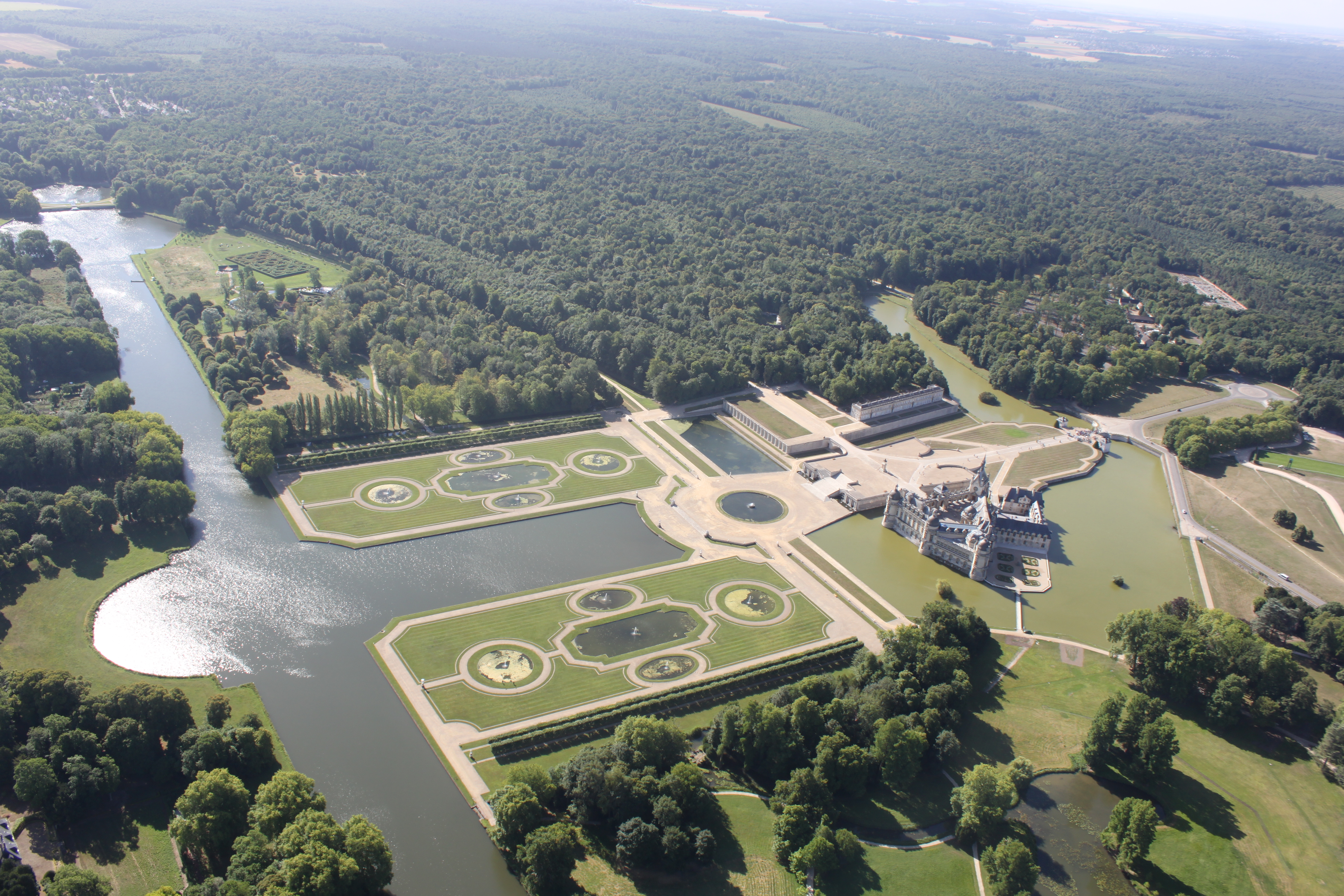
Les jardins et le parc du Château de Chantilly, vus du ciel.

Le Petit Parc ou « parc de La Cabotière », est situé sur le plateau calcaire qui surplombe la vallée depuis les parterres jusqu'au Grand Rond. Espace de transition entre la forêt et le parc, il est aménagé par Le Nôtre qui y trace des allées et des bosquets le reliant à la forêt environnante. Son neveu Desgots y dessine en 1679 un labyrinthe qui sera détruit vers 1770.
Au XVIIIe siècle, Henri-Jules de Bourbon-Condé le relie à la terrasse en jetant Le Pont du Roi par-dessus le fossé sec qui marque la limite du plateau. Ce jardin devient alors un espace de divertissements et de promenades, ponctué de chambres de verdures, dont certaines sont toujours visibles, telle La Chambre du Sanglier.
Vers 1738 ou 1739, un jeu de l'oie géant, dont le pions étaient les joueurs eux-mêmes, est aménagé sous la forme d'une spirale de 2 km de long, dont certains éléments restent encore visibles, comme le pont ou le puits, ou encore certaines dalles de pierres numérotées figurant les cases. Très en vogue auprès des visiteurs des princes durant une bonne partie du siècle, il fut volontairement arasé et nivelé vers 1770, lorsque la mode en fut passée.

### Le jardin anglo-chinois
À l'est des parterres de Le Nôtre, le jardin anglo-chinois aménagé dans la prairie en 1772 par l'architecte Jean-François Leroy. Il est ponctué de fabriques au détour de petits chemins serpentant au milieu de canaux conçus pour être parcourus en « pirogues ». Quelques-unes de ces fabriques (le rocher, les petits ponts de pierre) ont été conservées.
En 1774, y fut adjoint un hameau d'agrément. Le hameau de Chantilly comportait sept petites maisons rustiques dont cinq ont été conservées : salon, billard, salle à manger, cuisine et moulin ; il servait de lieu de fêtes et de plaisirs estivaux.

### Le jardin anglais
Adossé à la route de Chantilly à Vineuil-Saint-Firmin et Creil, le jardin anglais, dessiné par l'architecte Victor Dubois en 1817, incorpore quelques vestiges des aménagements de Le Nôtre (l'île d'Amour, les Fontaines de Beauvais) intégrés sous forme de fabriques. Les allées sinueuses ménagent des vues intéressantes sur le château. Une seule des fabriques introduites dans le jardin lors de sa création a subsisté jusqu'à ce jour[Quand ?], « Le Temple de Vénus ».

## Fréquentation
Le château de Chantilly attire de nombreux touristes français et étrangers. En 2024, il a accueilli 546 824 visiteurs.
| Année | Visiteurs |
| ----- | --------- |
| 2024  | 546 824   |
| 2023  | 522 693   |
| 2022  | 525 000   |
| 2021  | 288 000   |

## Programmation culturelle

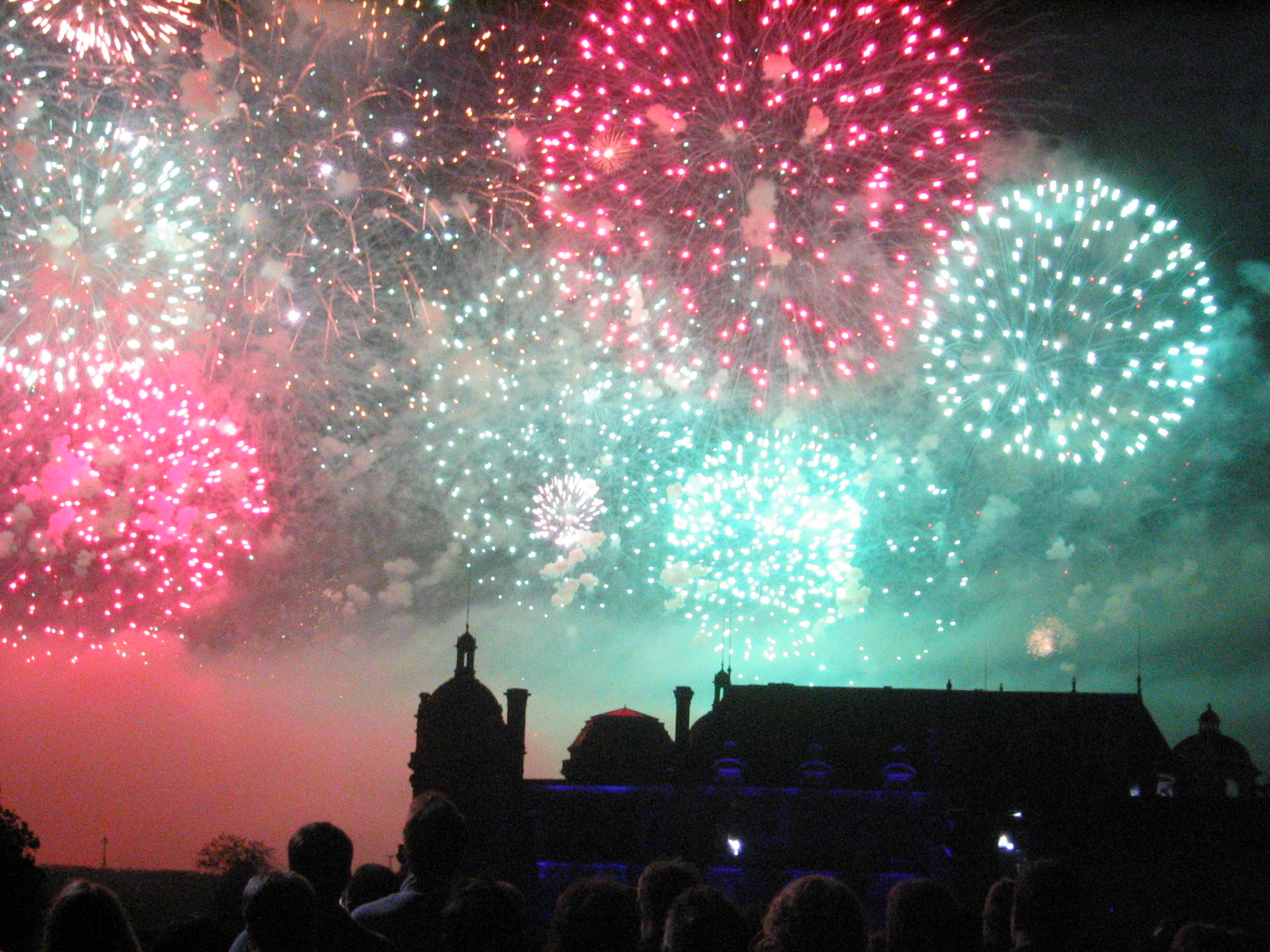
Le festival des Nuits de feu en 2008.

### Nuits de feu
À partir de 1991, le château de Chantilly accueille un concours de feux d'artifice international appelé « les Nuits de feu », organisé par le comité départemental du Tourisme de l'Oise et se déroulant tous les deux ans. Il reçoit sept équipes internationales devant composer un tableau pyrotechnique autour d'un thème renouvelé à chaque édition. Faute de financements publics, ils se sont déroulés pour la 17e et dernière fois les 17 et 18 juin 2011. Cinq ans plus tard, l’hippodrome de Compiègne accueillera la première édition des « Masters de Feu », événement ressemblant fortement aux « Nuits de feu » de Chantilly.

### Jardins en scène
En 2011, le domaine participe au festival « Jardins en scène », organisé par le conseil régional de Picardie, fin juin-début juillet, avec des spectacles se déroulant dans les jardins. Un opéra (Madame Butterfly) est programmé en septembre 2011. Le domaine participe chaque année aux Journées européennes du patrimoine, l'accès au parc est à cette occasion gratuit mais l'accès au château reste payant.

### Chantilly Arts & Elégance Richard Mille

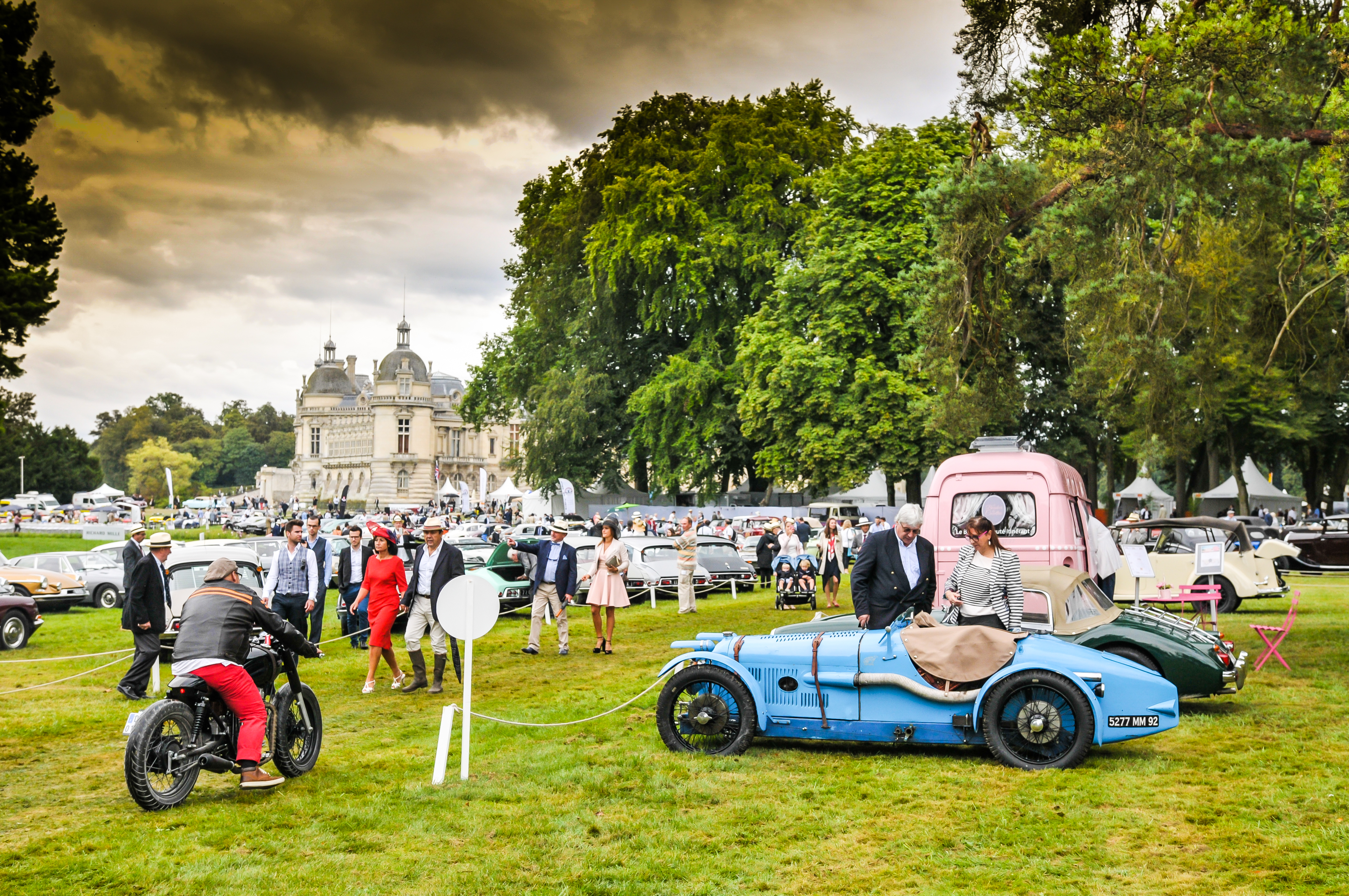
Chantilly Arts & Elegance Richard Mille.

Depuis 2014, le domaine accueille le concours d'élégance automobile du Chantilly Arts & Elegance Richard Mille, qui se déroule le temps d'un week-end, les années impaires. Plus de 850 voitures de collectionneurs viennent des quatre coins du monde s'exposer sur les pelouses de Le Nôtre et les jardins du domaine de Chantilly, et participer au concours d'élégance, au concours d'état ou au grand prix des clubs.
La manifestation cantilienne est récompensée du prix du « Plus bel événement automobile de l'année » en 2014 et 2015 aux International Historic Motoring Awards.

## Dans les médias

### Filmographie
Outre une trentaine de films et séries tournés au sein du château, une demi-douzaine aux Grandes écuries et d'autres dans la forêt, plusieurs films ont pris pour cadre la ville elle-même et son agglomération :

#### Cinéma
- 1958: Le Bal des maudits, film d'Edward Dmytryk avec Marlon Brando et Montgomery Clift[28].
- 1961: Le Gentleman d'Epsom, film de Gilles Grangier avec Jean Gabin et Louis de Funès.
- 1962: Le Jour le plus long, film de Ken Annakin avec John Wayne.
- 1962: Les Parisiennes, film de Marc Allégret avec Claude Barma, Michel Boisrond et Jacques Poitrenaud.
- 1967: Voyage à deux, film de Stanley Donen avec Audrey Hepburn.
- 1970: Darling Lili, comédie musicale de Blake Edwards avec Julie Andrew.
- 1978: L'Horoscope, comédie réalisée par Jean Girault avec Alice Sapritch et Michel Galabru.
- 1979: Le Mors aux dents, film de Laurent Heynemann avec Jacques Dutronc et Michel Piccoli.
- 1985: Dangereusement vôtre de la série des James Bond, incarné par Roger Moore et réalisé par John Glen, tourné outre au château et à l'hippodrome, dans l'avenue du Maréchal Joffre, notamment à la station service, et en forêt[29].
- 1989: Valmont, film de Milos Forman avec Colin Firth, Annette Bening et Meg Tilly.
- 1994: Train d'enfer, film de Roger Hanin avec Gérard Klein et Robin Renucci, tourné à la Gare de Chantilly - Gouvieux.
- 1994: Jefferson à Paris, film de James Ivory.
- 1996: Ridicule, film de Patrice Leconte avec Jean Rochefort, Fanny Ardant, Charles Berling et Berard Giraudeau.
- 1996: Beaumarchais, l'insolent, film d’Édouard Molinaro avec Fabrice Luchini, Sandrine Kiberlain, Michel Serrault et Judith Godrèche.
- 2000: Vatel, film de Rolland Joffé.
- 2000: La Fidélité, film d'Andrzej Żuławski avec Sophie Marceau et Pascal Greggory.
- 2000: Sade, film de Benoît Jacquot avec Daniel Auteuil, Isild Le Besco, Marianne Denicourt et Jeanne Balibar.
- 2001: Vidocq, film de Pitof avec Gérard Depardieu
- 2003: Michel Vaillant, film de Louis-Pascal Couvelaire avec Sagamore Stévenin et tourné dans les environs de la ville.
- 2004: Arsène Lupin, film de Jean-Paul Salomé avec Romain Duris, Kristin Scott Thomas et Marie Bunel.
- 2005: Palais royal !, film de et avec Valérie Lemercier avec Catherine Deneuve et Lambert Wilson.
- 2006: Marie-Antoinette, film de Sofia Coppola avec Kirsten Dunst.
- 2006: Le Grand Meaulnes, film de Jean-Daniel Verhaeghe avec Nicolas Duvauchelle et Jean-Baptiste Maunier.
- 2008: Lads and Jockeys, documentaire réalisé au centre d'apprentissage Le Moulin à vent par Benjamin Marquet.
- 2009: Rose et Noir, film de et avec Gérard Jugnot sorti en 2009.
- 2010: Nannerl, la sœur de Mozart, film de René Féret.
- 2012: Les Adieux à la Reine, film de Benoît Jacquot avec Léa Seydoux et Diane Kruger.
- 2012: Chinese Zodiac, film de et avec Jackie Chan.
- 2012: Les Saveurs du palais, film de Christian Vincent avec Catherine Frot et Jean d'Ormesson.
- 2016: Les Saisons, film de Jacques Perrin.
- 2017: Un peuple et son roi, film de Pierre Schoeller avec Laurent Laffite.
- 2017: Alad'2, film de Lionel Steketee avec Kev Adams.
- 2019: Illusions perdues, film de Xavier Giannoli réalisé avec Cécile de France.
- 2020: Ala Vaikunthapurramuloo (en), film indien.

#### Télévision
- 2002: Le Jeune Casanova, téléfilm de Giacomo Battiato avec Thierry Lhermitte.
- 2005: Désiré Landru, téléfilm de Pierre Boutron avec Patrick Timsit.
- 2006: Jeanne Poisson, marquise de Pompadour, téléfilm de Robin Davis avec Hélène de Fougerolles.
- 2008: Nicolas Le Floch, série télévisée sortie d'après les romans de Jean-François Parot.
- 2012: L'affaire Gordji, histoire d'une cohabitation, téléfilm de Guillaume Nicloux.
- 2020: Les aventures du jeune Voltaire, mini série TV française d'Alain Tasma avec Thomas Soliveres[30].
- 2022: Diane de Poitiers, téléfilm de Josée Dayan, 2022.
- 2022: The Gray Man, film de Joe et Anthony Russo, avec Ryan Gosling et Chris Evans[31].

### Jeu vidéo
- Le château apparaît dans la carte « Bal funeste au château » de Battlefield 1[32].

### En philatélie
- Le 21 juin 1969, un timbre postal d'une valeur de 0,85 F représentant le château de Chantilly, dessiné et gravé par Albert Decaris a été émis[33].
- Le 26 février 2007, un timbre postal d'une valeur de 0,54 € représentant le château de Chantilly a été émis[34].